# Список астероїдів (165301—165400)
| Назва                       | Тимчасове позначення | Дата відкриття    | Місце відкриття         | Відкривач             |
| --------------------------- | -------------------- | ----------------- | ----------------------- | --------------------- |
| (165301) 2000 US3           | 2000 US3             | 24 жовтня 2000    | Сокорро (Нью-Мексико)   | LINEAR                |
| (165302) 2000 UK10          | 2000 UK10            | 24 жовтня 2000    | Сокорро (Нью-Мексико)   | LINEAR                |
| (165303) 2000 UO20          | 2000 UO20            | 24 жовтня 2000    | Сокорро (Нью-Мексико)   | LINEAR                |
| (165304) 2000 UV20          | 2000 UV20            | 24 жовтня 2000    | Сокорро (Нью-Мексико)   | LINEAR                |
| (165305) 2000 UO22          | 2000 UO22            | 24 жовтня 2000    | Сокорро (Нью-Мексико)   | LINEAR                |
| (165306) 2000 US23          | 2000 US23            | 24 жовтня 2000    | Сокорро (Нью-Мексико)   | LINEAR                |
| (165307) 2000 UC25          | 2000 UC25            | 24 жовтня 2000    | Сокорро (Нью-Мексико)   | LINEAR                |
| (165308) 2000 UY26          | 2000 UY26            | 24 жовтня 2000    | Сокорро (Нью-Мексико)   | LINEAR                |
| (165309) 2000 UU28          | 2000 UU28            | 30 жовтня 2000    | Сокорро (Нью-Мексико)   | LINEAR                |
| (165310) 2000 UP36          | 2000 UP36            | 24 жовтня 2000    | Сокорро (Нью-Мексико)   | LINEAR                |
| (165311) 2000 UE46          | 2000 UE46            | 24 жовтня 2000    | Сокорро (Нью-Мексико)   | LINEAR                |
| (165312) 2000 UH51          | 2000 UH51            | 24 жовтня 2000    | Сокорро (Нью-Мексико)   | LINEAR                |
| (165313) 2000 US54          | 2000 US54            | 24 жовтня 2000    | Сокорро (Нью-Мексико)   | LINEAR                |
| (165314) 2000 UC57          | 2000 UC57            | 25 жовтня 2000    | Сокорро (Нью-Мексико)   | LINEAR                |
| (165315) 2000 UT57          | 2000 UT57            | 25 жовтня 2000    | Сокорро (Нью-Мексико)   | LINEAR                |
| (165316) 2000 UU65          | 2000 UU65            | 25 жовтня 2000    | Сокорро (Нью-Мексико)   | LINEAR                |
| (165317) 2000 UT71          | 2000 UT71            | 25 жовтня 2000    | Сокорро (Нью-Мексико)   | LINEAR                |
| (165318) 2000 UH72          | 2000 UH72            | 25 жовтня 2000    | Сокорро (Нью-Мексико)   | LINEAR                |
| (165319) 2000 UJ72          | 2000 UJ72            | 25 жовтня 2000    | Сокорро (Нью-Мексико)   | LINEAR                |
| (165320) 2000 UX72          | 2000 UX72            | 25 жовтня 2000    | Сокорро (Нью-Мексико)   | LINEAR                |
| (165321) 2000 UC74          | 2000 UC74            | 27 жовтня 2000    | Сокорро (Нью-Мексико)   | LINEAR                |
| (165322) 2000 UN77          | 2000 UN77            | 24 жовтня 2000    | Сокорро (Нью-Мексико)   | LINEAR                |
| (165323) 2000 UD78          | 2000 UD78            | 24 жовтня 2000    | Сокорро (Нью-Мексико)   | LINEAR                |
| (165324) 2000 UK80          | 2000 UK80            | 24 жовтня 2000    | Сокорро (Нью-Мексико)   | LINEAR                |
| (165325) 2000 UU87          | 2000 UU87            | 31 жовтня 2000    | Сокорро (Нью-Мексико)   | LINEAR                |
| (165326) 2000 UB91          | 2000 UB91            | 25 жовтня 2000    | Сокорро (Нью-Мексико)   | LINEAR                |
| (165327) 2000 UQ91          | 2000 UQ91            | 25 жовтня 2000    | Сокорро (Нью-Мексико)   | LINEAR                |
| (165328) 2000 UY92          | 2000 UY92            | 25 жовтня 2000    | Сокорро (Нью-Мексико)   | LINEAR                |
| (165329) 2000 UV96          | 2000 UV96            | 25 жовтня 2000    | Сокорро (Нью-Мексико)   | LINEAR                |
| (165330) 2000 UM105         | 2000 UM105           | 29 жовтня 2000    | Сокорро (Нью-Мексико)   | LINEAR                |
| (165331) 2000 UX106         | 2000 UX106           | 30 жовтня 2000    | Сокорро (Нью-Мексико)   | LINEAR                |
| (165332) 2000 VS            | 2000 VS              | 1 листопада 2000  | Обсерваторія Кітт-Пік   | Spacewatch            |
| (165333) 2000 VT5           | 2000 VT5             | 1 листопада 2000  | Сокорро (Нью-Мексико)   | LINEAR                |
| (165334) 2000 VX6           | 2000 VX6             | 1 листопада 2000  | Сокорро (Нью-Мексико)   | LINEAR                |
| (165335) 2000 VZ11          | 2000 VZ11            | 1 листопада 2000  | Сокорро (Нью-Мексико)   | LINEAR                |
| (165336) 2000 VS15          | 2000 VS15            | 1 листопада 2000  | Сокорро (Нью-Мексико)   | LINEAR                |
| (165337) 2000 VX16          | 2000 VX16            | 1 листопада 2000  | Сокорро (Нью-Мексико)   | LINEAR                |
| (165338) 2000 VC17          | 2000 VC17            | 1 листопада 2000  | Сокорро (Нью-Мексико)   | LINEAR                |
| (165339) 2000 VA18          | 2000 VA18            | 1 листопада 2000  | Сокорро (Нью-Мексико)   | LINEAR                |
| (165340) 2000 VC24          | 2000 VC24            | 1 листопада 2000  | Сокорро (Нью-Мексико)   | LINEAR                |
| (165341) 2000 VN30          | 2000 VN30            | 1 листопада 2000  | Сокорро (Нью-Мексико)   | LINEAR                |
| (165342) 2000 VA31          | 2000 VA31            | 1 листопада 2000  | Сокорро (Нью-Мексико)   | LINEAR                |
| (165343) 2000 VJ37          | 2000 VJ37            | 1 листопада 2000  | Сокорро (Нью-Мексико)   | LINEAR                |
| (165344) 2000 VB47          | 2000 VB47            | 3 листопада 2000  | Сокорро (Нью-Мексико)   | LINEAR                |
| (165345) 2000 VF52          | 2000 VF52            | 3 листопада 2000  | Сокорро (Нью-Мексико)   | LINEAR                |
| (165346) 2000 VH53          | 2000 VH53            | 3 листопада 2000  | Сокорро (Нью-Мексико)   | LINEAR                |
| 165347 Філплейт (Philplait) | 2000 WG11            | 23 листопада 2000 | Обсерваторія Джанк-Бонд | Джефрі Медкеф         |
| (165348) 2000 WO14          | 2000 WO14            | 20 листопада 2000 | Сокорро (Нью-Мексико)   | LINEAR                |
| (165349) 2000 WL16          | 2000 WL16            | 21 листопада 2000 | Сокорро (Нью-Мексико)   | LINEAR                |
| (165350) 2000 WW16          | 2000 WW16            | 21 листопада 2000 | Сокорро (Нью-Мексико)   | LINEAR                |
| (165351) 2000 WY21          | 2000 WY21            | 20 листопада 2000 | Сокорро (Нью-Мексико)   | LINEAR                |
| (165352) 2000 WQ26          | 2000 WQ26            | 25 листопада 2000 | Сокорро (Нью-Мексико)   | LINEAR                |
| (165353) 2000 WR48          | 2000 WR48            | 21 листопада 2000 | Сокорро (Нью-Мексико)   | LINEAR                |
| (165354) 2000 WU48          | 2000 WU48            | 21 листопада 2000 | Сокорро (Нью-Мексико)   | LINEAR                |
| (165355) 2000 WC58          | 2000 WC58            | 21 листопада 2000 | Сокорро (Нью-Мексико)   | LINEAR                |
| (165356) 2000 WE69          | 2000 WE69            | 19 листопада 2000 | Сокорро (Нью-Мексико)   | LINEAR                |
| (165357) 2000 WJ74          | 2000 WJ74            | 20 листопада 2000 | Сокорро (Нью-Мексико)   | LINEAR                |
| (165358) 2000 WV74          | 2000 WV74            | 20 листопада 2000 | Сокорро (Нью-Мексико)   | LINEAR                |
| (165359) 2000 WS75          | 2000 WS75            | 20 листопада 2000 | Сокорро (Нью-Мексико)   | LINEAR                |
| (165360) 2000 WA77          | 2000 WA77            | 20 листопада 2000 | Сокорро (Нью-Мексико)   | LINEAR                |
| (165361) 2000 WZ87          | 2000 WZ87            | 20 листопада 2000 | Сокорро (Нью-Мексико)   | LINEAR                |
| (165362) 2000 WY90          | 2000 WY90            | 21 листопада 2000 | Сокорро (Нью-Мексико)   | LINEAR                |
| (165363) 2000 WH91          | 2000 WH91            | 21 листопада 2000 | Сокорро (Нью-Мексико)   | LINEAR                |
| (165364) 2000 WM96          | 2000 WM96            | 21 листопада 2000 | Сокорро (Нью-Мексико)   | LINEAR                |
| (165365) 2000 WA102         | 2000 WA102           | 26 листопада 2000 | Сокорро (Нью-Мексико)   | LINEAR                |
| (165366) 2000 WF104         | 2000 WF104           | 27 листопада 2000 | Сокорро (Нью-Мексико)   | LINEAR                |
| (165367) 2000 WY104         | 2000 WY104           | 25 листопада 2000 | Обсерваторія Кітт-Пік   | Spacewatch            |
| (165368) 2000 WH105         | 2000 WH105           | 27 листопада 2000 | Обсерваторія Кітт-Пік   | Spacewatch            |
| (165369) 2000 WJ106         | 2000 WJ106           | 28 листопада 2000 | Обсерваторія Галеакала  | NEAT                  |
| (165370) 2000 WW110         | 2000 WW110           | 20 листопада 2000 | Сокорро (Нью-Мексико)   | LINEAR                |
| (165371) 2000 WZ110         | 2000 WZ110           | 20 листопада 2000 | Сокорро (Нью-Мексико)   | LINEAR                |
| (165372) 2000 WT111         | 2000 WT111           | 20 листопада 2000 | Сокорро (Нью-Мексико)   | LINEAR                |
| (165373) 2000 WV111         | 2000 WV111           | 20 листопада 2000 | Сокорро (Нью-Мексико)   | LINEAR                |
| (165374) 2000 WB114         | 2000 WB114           | 20 листопада 2000 | Сокорро (Нью-Мексико)   | LINEAR                |
| (165375) 2000 WL119         | 2000 WL119           | 20 листопада 2000 | Сокорро (Нью-Мексико)   | LINEAR                |
| (165376) 2000 WD120         | 2000 WD120           | 20 листопада 2000 | Сокорро (Нью-Мексико)   | LINEAR                |
| (165377) 2000 WR136         | 2000 WR136           | 20 листопада 2000 | Сокорро (Нью-Мексико)   | LINEAR                |
| (165378) 2000 WN139         | 2000 WN139           | 21 листопада 2000 | Сокорро (Нью-Мексико)   | LINEAR                |
| (165379) 2000 WA144         | 2000 WA144           | 21 листопада 2000 | Сокорро (Нью-Мексико)   | LINEAR                |
| (165380) 2000 WF146         | 2000 WF146           | 23 листопада 2000 | Обсерваторія Галеакала  | NEAT                  |
| (165381) 2000 WD156         | 2000 WD156           | 30 листопада 2000 | Сокорро (Нью-Мексико)   | LINEAR                |
| (165382) 2000 WN156         | 2000 WN156           | 30 листопада 2000 | Сокорро (Нью-Мексико)   | LINEAR                |
| (165383) 2000 WA173         | 2000 WA173           | 25 листопада 2000 | Станція Андерсон-Меса   | LONEOS                |
| (165384) 2000 WU175         | 2000 WU175           | 26 листопада 2000 | Обсерваторія Кітт-Пік   | Spacewatch            |
| (165385) 2000 WY176         | 2000 WY176           | 27 листопада 2000 | Сокорро (Нью-Мексико)   | LINEAR                |
| (165386) 2000 WC178         | 2000 WC178           | 28 листопада 2000 | Обсерваторія Кітт-Пік   | Spacewatch            |
| (165387) 2000 WF187         | 2000 WF187           | 18 листопада 2000 | Станція Андерсон-Меса   | LONEOS                |
| (165388) 2000 WV187         | 2000 WV187           | 16 листопада 2000 | Станція Андерсон-Меса   | LONEOS                |
| (165389) 2000 WC188         | 2000 WC188           | 16 листопада 2000 | Станція Андерсон-Меса   | LONEOS                |
| (165390) 2000 XK2           | 2000 XK2             | 1 грудня 2000     | Обсерваторія Богюнсан   | Обсерваторія Богюнсан |
| (165391) 2000 XB4           | 2000 XB4             | 1 грудня 2000     | Сокорро (Нью-Мексико)   | LINEAR                |
| (165392) 2000 XT5           | 2000 XT5             | 1 грудня 2000     | Сокорро (Нью-Мексико)   | LINEAR                |
| (165393) 2000 XY11          | 2000 XY11            | 4 грудня 2000     | Сокорро (Нью-Мексико)   | LINEAR                |
| (165394) 2000 XC15          | 2000 XC15            | 5 грудня 2000     | Сокорро (Нью-Мексико)   | LINEAR                |
| (165395) 2000 XN16          | 2000 XN16            | 1 грудня 2000     | Сокорро (Нью-Мексико)   | LINEAR                |
| (165396) 2000 XX16          | 2000 XX16            | 1 грудня 2000     | Сокорро (Нью-Мексико)   | LINEAR                |
| (165397) 2000 XN18          | 2000 XN18            | 4 грудня 2000     | Сокорро (Нью-Мексико)   | LINEAR                |
| (165398) 2000 XE23          | 2000 XE23            | 4 грудня 2000     | Сокорро (Нью-Мексико)   | LINEAR                |
| (165399) 2000 XK28          | 2000 XK28            | 4 грудня 2000     | Сокорро (Нью-Мексико)   | LINEAR                |
| (165400) 2000 XK32          | 2000 XK32            | 4 грудня 2000     | Сокорро (Нью-Мексико)   | LINEAR                |